# Vladimír Bilčík

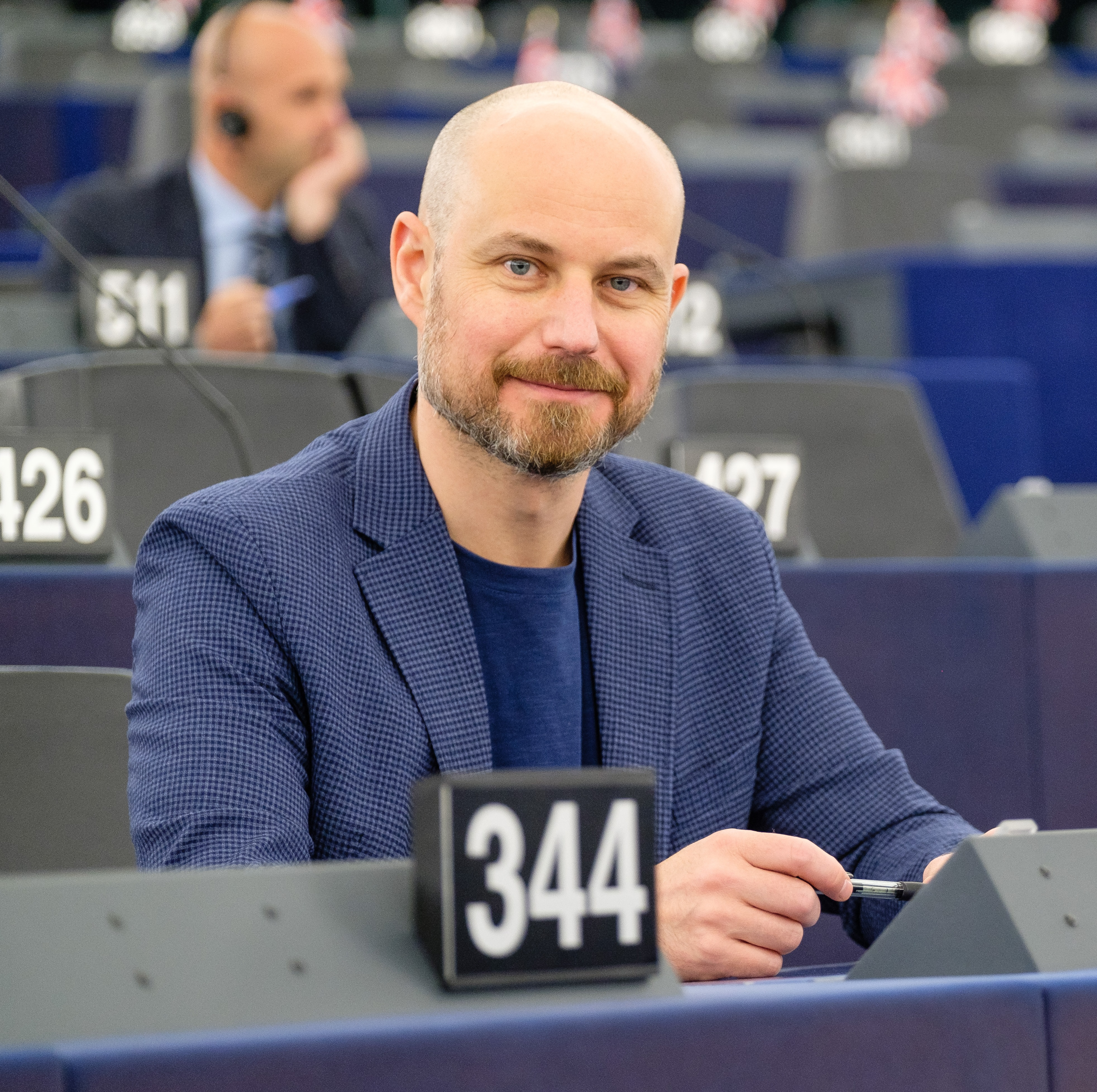
Vladimír Bilčík

Vladimír Bilčík (* 27. Mai 1975 in Bratislava) ist ein slowakischer Universitätsdozent und Politiker der slowakischen Partei der Demokraten. Seit 2019 ist er Mitglied des Europäischen Parlaments.
Bei den Wahlen zum Europäischen Parlament 2019 kandidierte Bilčík als Vorsitzender der Partei TOGETHER-Bürgerdemokratie in einer Koalition mit der Progressiven Slowakei. Er erhielt insgesamt 26.202 Vorzugsstimmen. 

## Frühes Leben und Ausbildung
Bilčík wurde in Bratislava geboren und studierte am Armand Hammer United World College of the American West, am Swarthmore College und am St Antony’s College in Oxford, bevor er 2007 an der Comenius-Universität in politischer Theorie promovierte.

## Frühe Karriere
Bevor er ins Europäische Parlament einzog, arbeitete Bilčík als Universitätsdozent am Lehrstuhl für Politikwissenschaft der Philosophischen Fakultät der Comenius-Universität in Bratislava. Außerdem war er fast 20 Jahre lang Leiter des Forschungsprogramms Europäische Union in der Slowakischen Vereinigung für Außenpolitik (SFPA). Bilčík veröffentlichte regelmäßig zu Fragen der Reform und der Außenbeziehungen der Europäischen Union. Er gab fachkundige Kommentare zur europäischen Politik und zu den Fortschritten und Folgen des Brexit in der Slowakischen Republik und im Ausland ab.

## Mitglied des Europäischen Parlaments, seit 2019

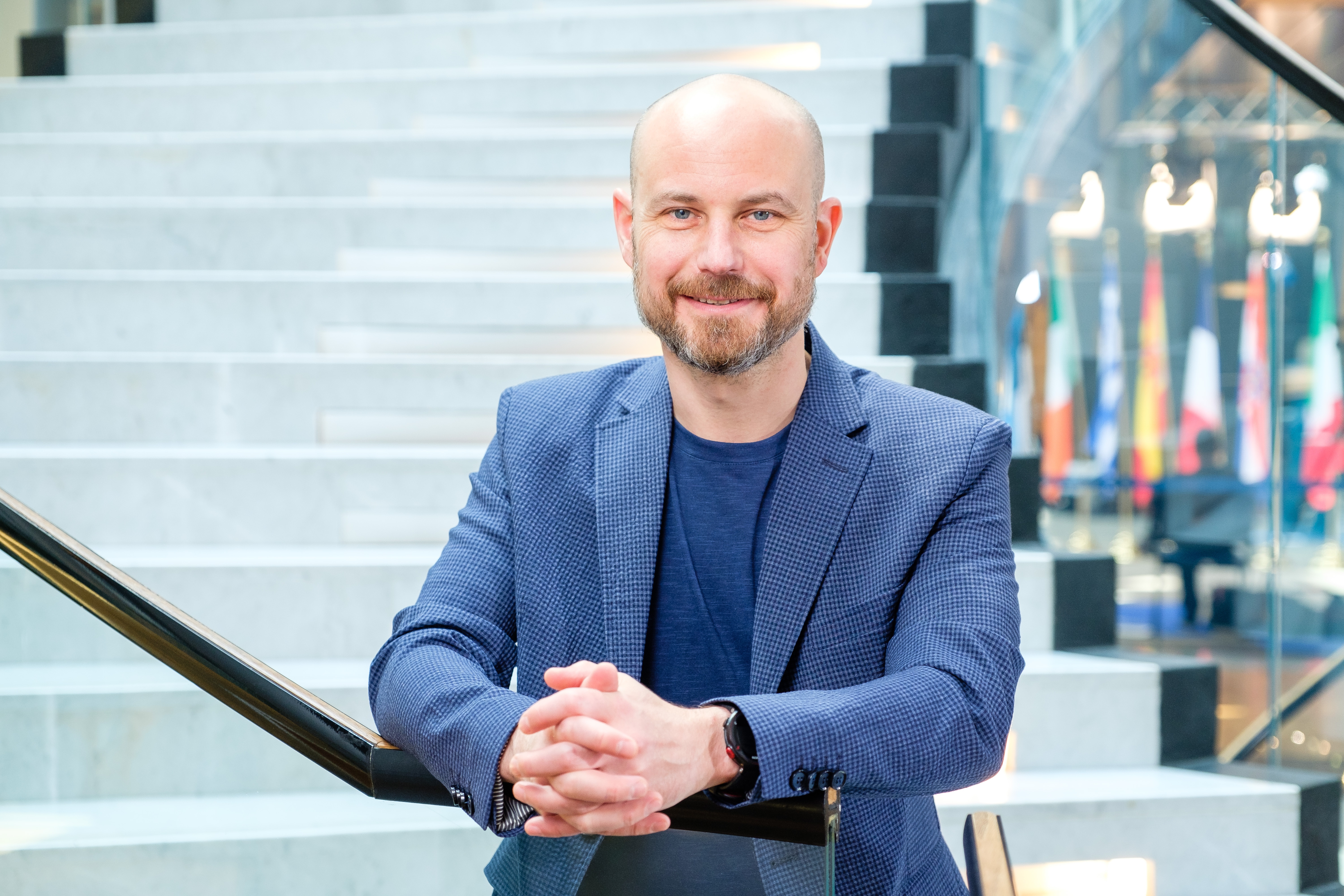
Vladimír Bilčík im European Parliament

Im Europäischen Parlament ist Bilčík Mitglied der Fraktion der Europäischen Volkspartei (EVP), der größten Fraktion des Parlaments.
Bilčík war Mitglied des Ausschuss für konstitutionelle Fragen (AFCO), wo er als Koordinator seiner Fraktion fungiert, des Ausschuss für bürgerliche Freiheiten, Justiz und Inneres (LIBE), in dem er sich für den Schutz der Rechtsstaatlichkeit, den Kampf gegen Fehlinformationen und hybride Bedrohungen einsetzt, und des Ausschusses für auswärtige Angelegenheiten (AFET), wo er als Berichterstatter des Parlaments für die Beziehungen zu Serbien fungiert. Er ist Mitglied der Überwachungsgruppe für Demokratie, Rechtsstaatlichkeit und Grundrechte. Im Jahr 2020 wurde er auch Mitglied des Sonderausschusses zur ausländischen Einmischung in alle demokratischen Prozesse in der Europäischen Union, wo er nun als Berichterstatter an einem Bericht arbeitet, der die Transparenz und Integrität des Europäischen Parlaments stärken soll. Er ist auch Teil des Untersuchungsausschusses zur Untersuchung des Einsatzes von Pegasus und vergleichbarer Überwachungsspähsoftware, wo er als Schattenberichterstatter für den Abschlussbericht zur Untersuchung des Missbrauchs von Spähsoftware in der Europäischen Union fungiert. Seit 2021 ist er Mitglied der Delegation des Parlaments bei der Konferenz zur Zukunft Europas.
Zusätzlich zu seinen Aufgaben in den Ausschüssen leitet Bilčík die Delegation des Parlaments im Parlamentarischen Stabilisierungs- und Assoziationsausschuss EU-Montenegro.
Im Jahr 2021 handelte Bilčík eine Parlamentsentschließung aus, in der er forderte, die Mörder der maltesischen Journalistin Daphne Caruana Galizia vor Gericht zu stellen.
Als Schattenberichterstatter der EVP wird er sich mit dem Europäischen Medienfreiheitsgesetz befassen – einem wichtigen Rechtsakt, der den Medienpluralismus und die Unabhängigkeit in der EU schützen soll.
Seit 2023 ist Bilčík Mitglied der Gruppe „Stärkung der Demokratie in der EU“ des Centre for European Policy Studies/Heinrich-Böll-Stiftung, deren Vorsitz Kalypso Nicolaïdis innehat.